# Pablo Auladell
Pablo Auladell Pérez (nacido en Alicante en 1972) es un ilustrador e historietista español.

## Biografía
Pablo Auladell se licenció en Filología en la Universidad de Alicante, al tiempo que se introdujo en el mundo del cómic y la ilustración. En 1996 entró a formar parte del colectivo La Taberna del Ñu Azul, integrado por Pedro F. Navarro, Miguel Ángel Díez y Miguel Ángel Bejerano, con los que publicó historias cortas en distintos fanzines.
A raíz de conseguir el Premio Nacional de Cómic Injuve 2000 comenzó su carrera profesional como autor en este medio, destacando entre su producción El camino del titiritero y La Torre Blanca. Paralelamente, comienza a desarrollar también su carrera como ilustrador. En el campo de la literatura infantil y juvenil suele colaborar con el escritor Pablo Albo, con el que ha realizado Mar de sábanas (Primer Premio en el Certamen Internacional de Álbum Ilustrado Ciudad de Alicante 2003). Además, ha ilustrado varios relatos de El Bosque de los Sueños (Antonio Rodríguez Almodóvar, 2004), y uno de los volúmenes de los Cuentos completos de Hans Christian Andersen (2004). 
Fue seleccionado para la exposición Ilustrísimos que representó a España en la Feria de Bolonia, y obtuvo el Segundo Premio Nacional de ilustración en 2005. Ese mismo año vio publicado una de sus historietas en la obra colectiva Lanza en astillero. Al año siguiente, ganó el premio Josep Toutain al autor revelación del Salón Internacional del Cómic de Barcelona de 2016.
En 2012, Alas y olas escrito por Pablo Albo e ilustrado por Pablo Auladell ha obtenido el Premio Nacional de Edición del Ministerio de Cultura. Segundo premio. Categoría libro infantil.
En 2015 publicó el cómic El paraíso perdido, en la editorial Sexto Piso, basado en la obra de John Milton de 1667. En octubre de 2016 fue galardonado con el Premio Nacional del Cómic por este libro. El jurado lo eligió por «el gran valor artístico y la fuerza visual inspirada por la intemporal visión de Milton, su tratamiento del color, el uso original de la iconografía y la narrativa que consigue al mismo tiempo ser arquetípica y plenamente actual». En ese mismo año 2016, publica con la Editorial Impedimenta La puerta de los pájaros. Posteriormente ha publicado los clásicos de Mark Twain Las aventuras de Tom Sawyer y Las aventuras de Huckleberry Finn también con Sexto Piso. 
Su reciente publicación es La feria abandonada con textos de Pablo Auladell, Rafa Burgos y Julián López Medina.